# Clytus montesuma
Clytus montesuma är en skalbaggsart som beskrevs av François Louis Nompar de Caumont de Laporte och Hippolyte Louis Gory 1841. Clytus montesuma ingår i släktet Clytus och familjen långhorningar. Inga underarter finns listade i Catalogue of Life.